# Nyompok
Nyompok is een bestuurslaag in het regentschap Serang van de provincie Banten, Indonesië. Nyompok telt 5213 inwoners (volkstelling 2010).